# Pawel Alexandrowitsch Iwaschko
Pawel Alexandrowitsch Iwaschko (russisch Павел Александрович Ивашко; bei der IAAF englisch Pavel Ivashko; * 16. November 1994 in Surgut) ist ein russischer Kurzstreckenläufer, der sich auf den 400-Meter-Lauf spezialisiert hat.
Iwaschko errang im Laufe seiner bisherigen Karriere mehrere internationale Erfolge bei Europameisterschaften. So gelang es ihm am 19. Juli 2013, sich bei den Junioreneuropameisterschaften 2013 im italienischen Rieti im Wettbewerb über 400 Meter mit einer Zeit von 45,81 s vor dem Polen Patryk Dobek (46,15 s) und dem Franzosen Thomas Jordier (46,21 s) auf dem Goldrang zu platzieren. Zwei Tage später erlief er sich als Teil der russischen 4-mal-400-Meter-Staffel zusammen mit Danil Peremetow, Pawel Sawin und Dmitri Chassanow mit einer Gesamtzeit von 3:04,87 Minuten eine zweite Goldmedaille vor der polnischen und britischen Auswahl mit 3:05,07 beziehungsweise 3:05,14 Minuten. Ein Jahr später folgte bei der Team-Europameisterschaft 2014 in Braunschweig eine Silbermedaille im 400-Meter-Lauf, als Iwaschko die Ziellinie mit 45,95 s hinter dem Franzosen Mame-Ibra Anne (45,71 s), aber noch vor dem Briten Daniel Awde (46,10 s) überschritt. Bei den U23-Europameisterschaften 2015 im estnischen Tallinn erneut im 400-Meter-Lauf an den Start gehend, reichten Iwaschko 45,73 s zum erneuten Erreichen des zweiten Platzes, dieses Mal zwischen dem erstplatzierten Franzosen Thomas Jordier (45,50 s) und dem Drittplatzierten Luka Janežič (45,73 s) aus Slowenien.
Sowohl 2016 als auch 2017 gelang Iwaschko über die 400 Meter mit Zeiten von 45,71 s (Tscheboksary, 2016) und 46,03 s (Schukowski, 2017) der Sieg bei den russischen Meisterschaften.